# 多爾登峰
46°28′07″N 7°44′06″E / 46.46861°N 7.73500°E

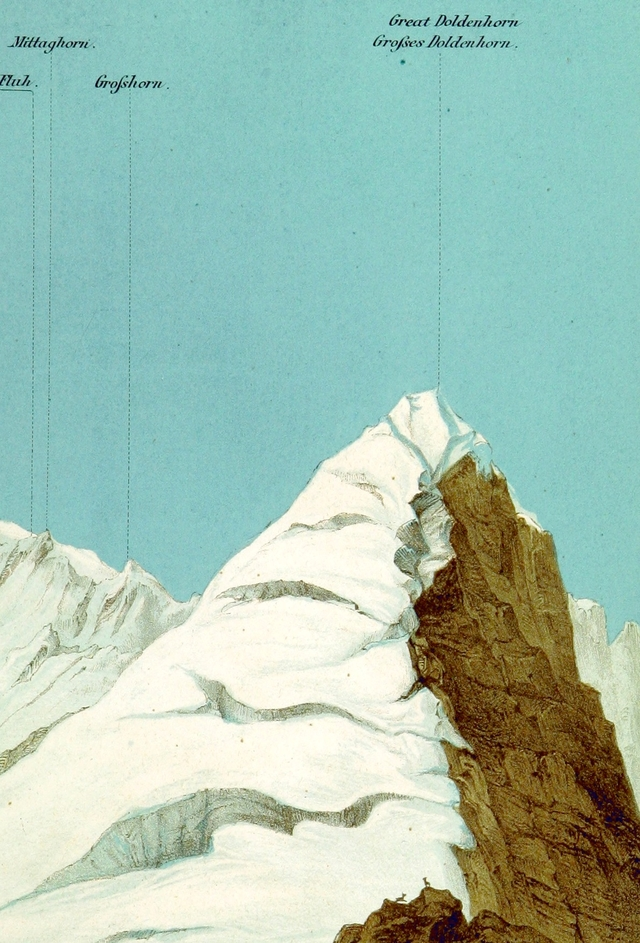

多爾登峰（德語：Doldenhorn）是瑞士伯恩州的山峰，位於該國南部，屬於伯尔尼山的一部分，海拔高度3,638米，人類在1862年6月30日首次登頂。